# 七宗町立神渕小学校
七宗町立神渕小学校（ひちそうちょうりつ かぶちしょうがっこう）は岐阜県加茂郡七宗町にある公立の小学校。

## 就学区域
- 神渕地区、上麻生字葛屋[1]

## 沿革
- 1873年（明治6年） - 下中切に明方義校、大塚に開蒙義校が開校。
- 1875年（明治8年） - 
  - 明方義校が万場字朝張に移転し、朝張学校に改称する。
  - 開蒙義校が大塚学校に改称する。
- 1879年（明治12年） - 朝張学校が公立朝張学校、大塚学校が公立大塚学校に、それぞれ改称する。
- 1882年（明治15年） - 
  - 古屋に公立神渕小学校が開校し、中等科を設置。
  - 公立朝張学校が公立神渕小学校朝張支校、公立大塚学校が公立神渕小学校大塚支校に、それぞれ改称する。
- 1886年（明治19年） - 公立神渕小学校が廃止。公立神渕小学校朝張支校は朝張尋常小学校、公立神渕小学校大塚支校が大塚尋常小学校に、それぞれ改称する。
- 1894年（明治27年） - 高等科設置にあたり、朝張尋常小学校、大塚尋常小学校のどちらに設置するかで村内で対立が発生する。議会により、翌年から毎年交代で高等科を設置することになる。
- 1895年（明治28年） - 
  - 朝張尋常小学校が神渕尋常小学校に改称する。
  - 大塚尋常小学校が神渕尋常高等小学校に改称する。
- 1896年（明治29年） - 神渕尋常小学校（朝張）が神渕尋常高等小学校に、神渕尋常高等小学校（大塚）が神渕尋常小学校に、それぞれ改称する。
- 1897年（明治30年） - 
  - 下中切に神渕高等小学校が開校。
  - 神渕尋常高等小学校が神渕第一尋常小学校に、神渕尋常小学校が神渕第二尋常小学校に、それぞれ改称する。
- 1897年（明治30年） - 神渕第一尋常小学校が神渕北尋常小学校に、神渕第二尋常小学校が神渕南尋常小学校に、それぞれ改称する。
- 1903年（明治36年） - 神渕高等小学校、神渕北尋常小学校、神渕南尋常小学校が統合され、神渕尋常高等小学校となる。現在地に新築移転。
- 1904年（明治37年） - 杉洞分教場を設置。
- 1912年（明治44年） - 三軒家分教場を設置。
- 1925年（大正14年） - 三軒家分教場を廃止。
- 1941年（昭和16年）4月1日 - 神渕国民学校に改称する。
- 1947年（昭和22年）4月1日 - 神渕村立神渕小学校に改称する。
- 1955年（昭和30年）2月11日 - 武儀郡神渕村と加茂郡上麻生村とが合併し、加茂郡七宗村が発足。同時に七宗村立神渕小学校に改称する。
- 1960年（昭和35年） - 現在の校舎が完成する。
- 1968年（昭和43年） - 杉洞分校を廃止。
- 1971年（昭和46年）4月1日　- 町制施行により、七宗町発足。同時に七宗町立神渕小学校に改称する。

## 学校統合の計画
- 町の急激な児童生徒数の減少もあり、2つの小学校（上麻生小学校・神渕小学校）を統合する計画である。校舎は七宗町立神渕中学校の校舎を転用し、2026年（令和8年）4月に統合小学校の開校を目指している[2]。